# オーヴェルニュ＝ローヌ＝アルプ地域圏
オーヴェルニュ＝ローヌ＝アルプ地域圏（オーヴェルニュ＝ローヌ＝アルプちいきけん、Auvergne-Rhône-Alpes）は、フランスの地域圏。かつてのオーヴェルニュ地域圏とローヌ＝アルプ地域圏が統合され2016年1月1日に発足した。
隣接するプロヴァンス＝アルプ＝コート・ダジュール地域圏と共に、「フランスアルプス」という名称で2030年冬季オリンピック・パラリンピックの開催地に選ばれた。

## 地理

地域圏の位置。MLはメトロポール・ド・リヨン

北側をブルゴーニュ＝フランシュ＝コンテ地域圏、北西をサントル＝ヴァル・ド・ロワール地域圏、西をヌーヴェル＝アキテーヌ地域圏、南をプロヴァンス＝アルプ＝コート・ダジュール地域圏、オクシタニー地域圏と接している。

## 名称
オーヴェルニュ＝ローヌ＝アルプという名称はアルファベット順にかつての地域圏の名称を並べたにすぎず、当初の予定では仮称であり、国務院のデクレによって選択されるまで法律上使用されることとなっていた。
しかし地域圏議会議長ローラン・ヴォキエと彼のチームは、最終的に仮の名称であったオーヴェルニュ＝ローヌ＝アルプの維持を決め、2016年6月23日の地域圏議会の投票において全会一致で採択された。官報に掲載されたデクレにより、2016年9月28日より公式名称となった。

## 行政区画
| 県およびメトロポール | 県およびメトロポール     | 紋章 ロゴ | 面積      | 人口 (en 2012) | 県都                   | 郡庁所在地                                                            | 人口密度     |
| -------------------- | ------------------------ | --------- | --------- | -------------- | ---------------------- | --------------------------------------------------------------------- | ------------ |
| 01                   | アン県                   |           | 5,762 km2 | 612,191        | ブール＝カン＝ブレス   | ベレー, ジェクス、ナンテュア                                          | 106 人/km2   |
| 03                   | アリエ県                 |           | 7,340 km2 | 342,911        | ムーラン               | モンリュソン 、ヴィシー                                               | 47 人/km2    |
| 07                   | アルデシュ県             |           | 5,529 km2 | 318,407        | プリヴァ               | ラルジャンティエール、トゥルノン＝シュル＝ローヌ                      | 58 人/km2    |
| 15                   | カンタル県               |           | 5,726 km2 | 147,415        | オーリヤック           | モーリアック 、サン＝フルール                                         | 26 人/km2    |
| 26                   | ドローム県               |           | 6,530 km2 | 491,334        | ヴァランス             | ディー、ニヨン                                                        | 75 人/km2    |
| 38                   | イゼール県               |           | 7,431 km2 | 1,224,993      | グルノーブル           | ラ・トゥール＝デュ＝パン、ヴィエンヌ                                  | 165 人/km2   |
| 42                   | ロワール県               |           | 4,781 km2 | 753,763        | サンテティエンヌ       | モンブリゾン、ロアンヌ                                                | 158 人/km2   |
| 43                   | オート＝ロワール県       |           | 4,977 km2 | 225,686        | ル・ピュイ＝アン＝ヴレ | ブリウド、イッサンジョー                                              | 45 人/km2    |
| 63                   | ピュイ＝ド＝ドーム県     |           | 7,970 km2 | 638,092        | クレルモン＝フェラン   | アンベール, イソワール, リオン、ティエール                            | 80 人/km2    |
| 69D                  | ローヌ県                 |           | 2,715 km2 | 471 026        | リヨン                 | ヴィルフランシュ＝シュル＝ソーヌ                                      | 161 人/km2   |
| 69M                  | メトロポール・ド・リヨン |           | 534 km2   | 1,324,637      | リヨン                 |                                                                       | 2,481 人/km2 |
| 73                   | サヴォワ県               |           | 6,028 km2 | 421,105        | シャンベリー           | アルベールヴィル、サン＝ジャン＝ド＝モーリエンヌ                      | 70 人/km2    |
| 74                   | オート＝サヴォワ県       |           | 4,388 km2 | 756,501        | アヌシー               | ボンヌヴィル, サン＝ジュリアン＝アン＝ジュヌヴォワ、 トノン＝レ＝バン | 172 人/km2   |